# چیتور (داغستان)
چیتور (به لاتین: Chitur) یک منطقهٔ مسکونی در روسیه است که در شهرستان لاکسکی واقع شده‌است.